# Fuenterrebollo
Fuenterrebollo é um município da Espanha na província de Segóvia, comunidade autónoma de Castela e Leão, de área 36,04 km² com população de 394 habitantes ([2004) e densidade populacional de 10,93 hab/km².

## Demografia
| Variação demográfica do município entre 1991 e 2004 | Variação demográfica do município entre 1991 e 2004 | Variação demográfica do município entre 1991 e 2004 | Variação demográfica do município entre 1991 e 2004 |
| --------------------------------------------------- | --------------------------------------------------- | --------------------------------------------------- | --------------------------------------------------- |
| 1991                                                | 1996                                                | 2001                                                | 2004                                                |
| 481                                                 | 453                                                 | 412                                                 | 394                                                 |